# Gilles Lemay
Gilles Lemay (ur. 24 lutego 1948 w Sainte-Emmélie) – kanadyjski duchowny katolicki, biskup Amos w latach 2011–2023.

## Życiorys
Święcenia kapłańskie otrzymał 18 czerwca 1972 i inkardynowany został do archidiecezji Quebecu. W latach 1984–1999 pracował jako misjonarz w Paragwaju. W archidiecezji był przede wszystkim duszpasterzem parafialnym.
11 lutego 2005 otrzymał nominację na biskupa pomocniczego Quebecu ze stolicą tytularną Eguga'. Sakry biskupiej udzielił mu 10 kwietnia 2005 kard. Marc Ouellet PSS.
22 lutego 2011 papież Benedykt XVI mianował go ordynariuszem Amos w metropolii Gatineau'. Ingres odbył się 15 kwietnia 2011.
16 września 2023 papież Franciszek przyjął jego rezygnację z urzędu biskupa diecezjalnego.